# 福德蘭 (密蘇里州)
福德蘭（英語：Fordland）是位於美國密蘇里州韋伯斯特縣的城市。

## 人口
根據2020年美國人口普查的數據，福德蘭的面積為2.87平方千米，皆為陸地。當地共有人口778人，而人口密度為每平方千米271人。